# Cube (Computerspiel)
Cube ist ein Freeware-Ego-Shooter, entwickelt von Wouter Aardappel van Oortmerssen. Das Spiel war ursprünglich nur zum Erstellen von Landschaften gedacht. Während die Spiel-Engine unter der zlib-Lizenz steht, verfügt das Spiel auch über proprietäre Inhalte. Mit Cube 2: Sauerbraten erschien 2004 ein Nachfolger.

## Allgemeines

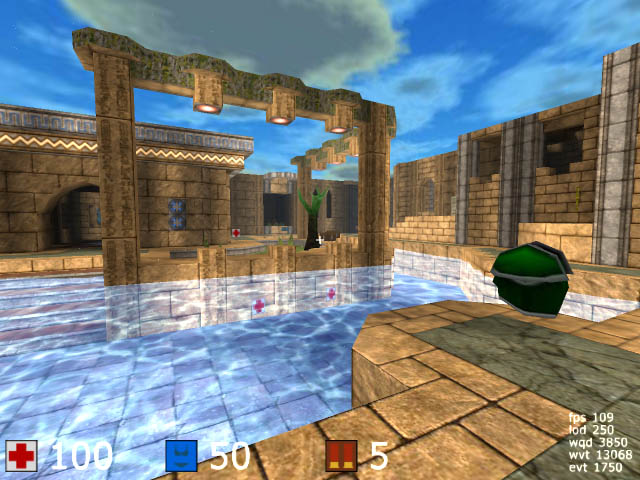
Screenshot von Cube

Im Einzelspielermodus sind zwei, im Mehrspielermodus zwölf Spielmodi wählbar. Die Spielmechanik ist an jene von Quake und Doom angelehnt. Ein spezielles Merkmal ist das „Multiplayer-Mapping“, wobei mehrere Spieler eigene Karten mittels des integrierten Editors aufbauen können. Cube wurde ursprünglich im Jahr 2001 veröffentlicht, die bislang letzte Version stammt vom 29. August 2005. Im Jahr 2008 erschien jedoch eine rudimentäre Portierung für das Apple iPhone. Van Oortmerssen entwickelte später Cube 2: Sauerbraten. Dieses Spiel bietet weiterreichende Möglichkeiten bei der Erstellung neuer Karten und verbesserte Grafik.
Das Spiel wurde mit dem Happypenguin Award 2002 als bestes (im Wesentlichen) freies 3D-Action-Spiel gekrönt.

## Abwandlungen

### AssaultCube
AssaultCube (vormals ActionCube) ist eine Total Conversion. Sie versetzt den Spieler in eine realistischere Szenerie und bietet einige technische Weiterentwicklungen wie Bots und eine detailliertere Administration von Servern. Es stehen mehrere Spielmodi zur Verfügung, wobei der Schwerpunkt auf Mehrspielerpartien liegt.

### Death Illustrated
Death Illustrated weist unter anderem die Besonderheit auf, dass sämtliche Grafiken in Schwarz-weiß gehalten sind. Es ist nur eine Version für Windows verfügbar.